# Doc Rivers
Glenn Anton "Doc" Rivers (Chicago, 13 de outubro de 1961) é um ex-jogador e técnico norte-americano de basquete profissional que atualmente está comandando o Milwaukee Bucks.
Ele jogou como armador na NBA e era conhecido por seu jogo defensivo, uma característica que se manteve em seu estilo como treinador. Rivers jogou no All-Star Game da NBA em 1988.
Rivers foi nomeado Treinador do Ano da NBA em 2000 em sua primeira temporada como treinador principal do Orlando Magic. Ele ganhou um título da NBA como técnico do Boston Celtics em 2008.

## Carreira como jogador
Rivers estudou na Proviso East High School na área metropolitana de Chicago. Ele representou os Estados Unidos no Campeonato Mundial de Basquete de 1982, no qual levou a equipe à medalha de prata.
Após sua terceira temporada na Universidade Marquette, Rivers foi selecionado pelo Atlanta Hawks como a 31º escolha geral no Draft da NBA de 1983. Ele passou as sete temporadas seguintes como titular em Atlanta, auxiliando a estrela Dominique Wilkins enquanto a equipe alcançava grande sucesso na temporada regular. Ele teve uma média de 12.8 pontos e 10.0 assistências na temporada de 1986-87.
Mais tarde, Rivers passou uma temporada como titular do Los Angeles Clippers e mais duas temporadas como titular do New York Knicks, antes de terminar sua carreira como jogador no San Antonio Spurs de 1994 a 1996.

## Carreira como treinador

### Orlando Magic (1999–2003)
Rivers começou sua carreira de treinador no Orlando Magic em 1999, onde treinou por mais quatro temporadas da NBA. Rivers ganhou o prêmio de Treinador do Ano em 2000, após seu primeiro ano com o Magic. Naquela temporada, ele liderou o time para uma vaga nos playoffs.
Durante a onda de gastos do Magic no verão de 2000, Doc Rivers teve a oportunidade de montar um "Big Three", já que o Magic estava cortejando o agente livre Tim Duncan, que esteve perto de assinar com o Magic e formar uma equipe com Grant Hill e Tracy McGrady. No entanto, Duncan voltou a assinar com o San Antonio Spurs devido à política estrita de Rivers de membros da família não serem autorizados a viajar no avião da equipe.
Ele foi para os playoffs em seus próximos três anos como técnico mas foi demitido em 2003 após um início de temporada de 1-10.

### Boston Celtics (2004–2013)

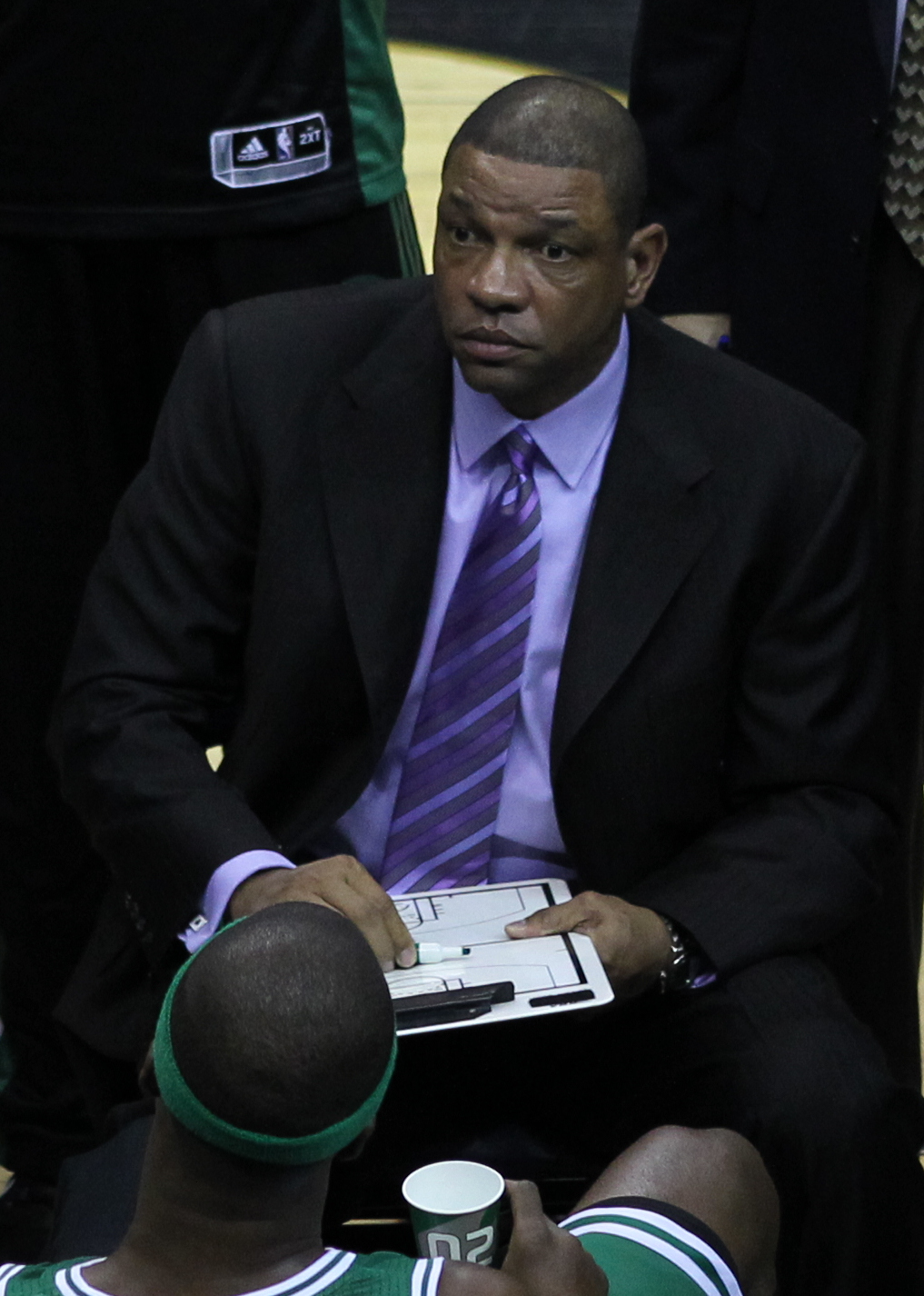
Rivers em 2011

Depois de passar um ano trabalhando como comentarista da NBA na ABC, ele foi contratado pelo Boston Celtics como seu treinador principal em 2004. Durante seus primeiros anos com os Celtics, ele foi criticado por muitos na mídia pelo seu estilo de treinador, mais veementemente por Bill Simmons, que em 2006 pediu publicamente que Rivers fosse despedido em suas colunas.
Como resultado da vitória dos Celtics por 109-93 sobre o New York Knicks em 21 de janeiro de 2008, Rivers, como o técnico do time com a melhor porcentagem de vitórias na Conferência Leste, ganhou a honra de treinar a Conferência Leste no All-Star Game da NBA de 2008 em Nova Orleans. Em 17 de junho de 2008, Rivers venceu seu primeiro título da NBA como treinador principal após derrotar o Los Angeles Lakers em seis jogos.
Rivers levou os Celtics às finais da NBA de 2010, onde mais uma vez enfrentou os Lakers mas dessa vez perdeu a série em sete jogos.
Depois de decidir entre permanecer no emprego ou passar mais tempo com sua família em Orlando, Rivers finalmente decidiu que honraria o último ano de seu contrato e voltaria para a temporada de 2010-11.
Em 13 de maio de 2011, após meses de rumores de que ele se aposentaria, a ESPN informou que os Celtics e Rivers concordaram em uma extensão de contrato de 5 anos no valor de $ 35 milhões.
Em 6 de fevereiro de 2013, Rivers alcançou sua 400ª vitória com o Celtics em uma vitória por 99–95 sobre o Toronto Raptors.

### Los Angeles Clippers (2013–2020)
Em 25 de junho de 2013, o Los Angeles Clippers adquiriu Rivers dos Celtics em troca de uma escolha de primeira rodada de 2015. Em sua primeira temporada como técnico principal, Rivers levou os Clippers a um recorde de 57 vitórias, conquistando a terceira melhor campanha na conferência Oeste. A primeira rodada dos playoffs contra o Golden State Warriors foi marcada quando o TMZ lançou uma fita de áudio contendo comentários racistas feitos pelo então proprietário dos Clippers, Donald Sterling. Embora houvesse a possibilidade dos Clippers boicotarem a série, eles continuariam, mantendo um protesto silencioso, deixando suas camisetas na quadra central e obscurecendo o logotipo dos Clippers em suas camisetas de aquecimento. O próprio Rivers afirmou que não voltaria aos Clippers se Sterling permanecesse como seu dono na temporada seguinte. O comissário da NBA, Adam Silver, respondeu à polêmica banindo Sterling para sempre e obrigando-o a vender o time. Depois que a equipe foi vendida para o CEO da Microsoft, Steve Ballmer, por US $ 2 bilhões.
Em 16 de junho de 2014, os Clippers promoveram Rivers a presidente de operações de basquete em conjunto com suas funções contínuas de treinador principal. Embora Dave Wohl tenha sido contratado como gerente geral, Rivers tinha a palavra final em questões de basquete. Em 27 de agosto de 2014, ele assinou um novo contrato de cinco anos com os Clippers.
Em 16 de janeiro de 2015, Rivers se tornou o primeiro treinador da NBA a treinar seu próprio filho, Austin Rivers.
Em 4 de agosto de 2017, Rivers renunciou ao cargo de presidente de operações de basquete. No entanto, ele continuou a dividir a responsabilidade pelos assuntos de basquete com o vice-presidente executivo de operações de basquete, Lawrence Frank. Em 23 de maio de 2018, Rivers e os Clippers concordaram com uma extensão do contrato.
Em 31 de maio de 2019, Rivers fez comentários sobre Kawhi Leonard durante uma aparição na ESPN, afirmando que "Ele é o mais parecido com Jordan que já vimos". Os Clippers foram multados em $ 50.000 devido aos comentários de Rivers em violação da regra anti-adulteração da liga.
Na temporada de 2019-20, Rivers conquistou sua 900ª vitória como treinador principal depois que os Clippers venceram em casa o Portland Trail Blazers em 8 de novembro de 2019. Nas semi-finais da Conferência Oeste, os Clippers saltaram para uma vantagem de 3-1 antes de perder por 4-3 para o Denver Nuggets. Rivers se tornou o primeiro treinador na história da NBA com três times que não conseguiram avançar de uma série melhor de sete após assumir uma vantagem de 3-1.
Em 28 de setembro de 2020, Rivers deixou o cargo após a derrota dos Clippers para o Denver Nuggets nas semifinais da conferência. Seu recorde em sete temporadas com a equipe foi de 356-208, mas ele acabou sendo incapaz de levar os Clippers à sua primeira aparição em finais de conferência na história da franquia.

### Philadelphia 76ers (2020–2023)
Em 3 de outubro de 2020, o Philadelphia 76ers anunciou que contratou Rivers como seu treinador principal.
Os 76ers venceram seus dois primeiros jogos da temporada de 2020-21, o que rendeu a Rivers sua 945ª vitória na carreira, ultrapassando Bill Fitch e ocupando o 10º lugar na lista de todos os tempos de vitórias na temporada regular como técnico. Os 76ers conseguiram a primeira posição na Conferência Leste e derrotaram o Washington Wizards em cinco jogos na primeira rodada dos playoffs, mas perderam nas semifinais para o Atlanta Hawks em sete jogos.
Em 14 de maio de 2023, os 76ers perderam a série das semifinais da conferência para o Boston Celtics; dois dias depois, Rivers foi demitido, encerrando seu período de três anos como técnico principal dos 76ers.

### Milwaukee Bucks (2023–presente)
A partir de dezembro de 2023, Rivers começou a atuar como consultor informal para o treinador estreante do Milwaukee Bucks, Adrian Griffin, a pedido da equipe. Em 26 de janeiro de 2024, após demitir Griffin após 43 jogos, os Bucks anunciaram que Rivers foi contratado como seu técnico principal.

## Estatísticas da carreira

### Como jogador

#### Temporada regular
| Ano      | Equipe        | PJ  | PT  | MPJ  | AP   | 3P   | LL   | RT  | AS   | BR  | TO | PPJ  |
| -------- | ------------- | --- | --- | ---- | ---- | ---- | ---- | --- | ---- | --- | -- | ---- |
| 1983–84  | Atlanta       | 81  | 47  | 23.9 | .462 | .167 | .785 | 2.7 | 3.9  | 1.6 | .4 | 9.3  |
| 1984–85  | Atlanta       | 69  | 58  | 30.8 | .476 | .417 | .770 | 3.1 | 5.9  | 2.4 | .8 | 14.1 |
| 1985–86  | Atlanta       | 53  | 50  | 29.6 | .474 | .000 | .608 | 3.1 | 8.4  | 2.3 | .2 | 11.5 |
| 1986–87  | Atlanta       | 82  | 82  | 31.6 | .451 | .190 | .828 | 3.6 | 10.0 | 2.1 | .4 | 12.8 |
| 1987–88  | Atlanta       | 80  | 80  | 31.3 | .453 | .273 | .758 | 4.6 | 9.3  | 1.8 | .5 | 14.2 |
| 1988–89  | Atlanta       | 76  | 76  | 32.4 | .455 | .347 | .861 | 3.8 | 6.9  | 2.4 | .5 | 13.6 |
| 1989–90  | Atlanta       | 48  | 44  | 31.8 | .454 | .364 | .812 | 4.2 | 5.5  | 2.4 | .5 | 12.5 |
| 1990–91  | Atlanta       | 79  | 79  | 32.7 | .435 | .336 | .844 | 3.2 | 4.3  | 1.9 | .6 | 15.2 |
| 1991–92  | L.A. Clippers | 59  | 25  | 28.1 | .424 | .283 | .832 | 2.5 | 3.9  | 1.9 | .3 | 10.9 |
| 1992–93  | New York      | 77  | 45  | 24.5 | .437 | .317 | .821 | 2.5 | 5.3  | 1.6 | .1 | 7.8  |
| 1993–94  | New York      | 19  | 19  | 26.3 | .433 | .365 | .636 | 2.1 | 5.3  | 1.3 | .3 | 7.5  |
| 1994–95  | New York      | 3   | 0   | 15.7 | .308 | .600 | .727 | 3.0 | 2.7  | 1.3 | .0 | 6.3  |
| 1994–95  | San Antonio   | 60  | 0   | 15.7 | .360 | .344 | .732 | 1.7 | 2.6  | 1.0 | .4 | 5.0  |
| 1995–96  | San Antonio   | 78  | 0   | 15.8 | .372 | .343 | .750 | 1.8 | 1.6  | .9  | .3 | 4.0  |
| Carreira | Carreira      | 864 | 605 | 26.4 | .428 | .310 | .768 | 2.9 | 5.3  | 1.7 | .3 | 10.3 |
| All-Star | All-Star      | 1   | 0   | 16.0 | .500 | –    | .455 | 3.0 | 6.0  | –   | –  | 9.0  |

#### Playoffs
| Ano      | Equipe        | PJ | PT | MPJ  | AP   | 3P   | LL   | RT  | AS   | BR  | TO | PPJ  |
| -------- | ------------- | -- | -- | ---- | ---- | ---- | ---- | --- | ---- | --- | -- | ---- |
| 1984     | Atlanta       | 5  | –  | 26.0 | .500 | .000 | .878 | 2.0 | 3.2  | 2.4 | .8 | 13.6 |
| 1986     | Atlanta       | 9  | 9  | 29.1 | .435 | .500 | .738 | 4.7 | 8.7  | 2.0 | .0 | 12.7 |
| 1987     | Atlanta       | 8  | 8  | 30.6 | .383 | .000 | .500 | 3.4 | 11.3 | 1.1 | .4 | 7.8  |
| 1988     | Atlanta       | 12 | 12 | 34.1 | .511 | .318 | .907 | 4.9 | 9.6  | 2.1 | .2 | 15.7 |
| 1989     | Atlanta       | 5  | 5  | 38.2 | .386 | .316 | .708 | 4.8 | 6.8  | 1.4 | .4 | 13.4 |
| 1991     | Atlanta       | 5  | 5  | 34.6 | .469 | .091 | .895 | 4.0 | 3.0  | 1.0 | .4 | 15.6 |
| 1992     | L.A. Clippers | 5  | 4  | 37.4 | .446 | .500 | .815 | 3.8 | 4.2  | 1.2 | .0 | 15.2 |
| 1993     | New York      | 15 | 15 | 30.5 | .453 | .355 | .767 | 2.6 | 5.7  | 1.9 | .1 | 10.2 |
| 1995     | San Antonio   | 15 | 0  | 21.2 | .389 | .370 | .839 | 1.9 | 1.6  | .9  | .6 | 7.8  |
| 1996     | San Antonio   | 2  | 0  | 10.0 | .333 | .500 | .000 | .5  | .0   | .0  | .0 | 1.5  |
| Carreira | Carreira      | 81 | 58 | 29.1 | .430 | .295 | .704 | 3.2 | 5.4  | 1.4 | .2 | 11.3 |

### Como treinador
| Time          | Temporada | Temporada regular | Temporada regular | Temporada regular | Temporada regular | Temporada regular | Playoffs | Playoffs | Playoffs | Playoffs | Playoffs                              |
| Time          | Temporada | Jogos             | Vitórias          | Derrotas          | %                 | Classificação     | Jogos    | Vitórias | Derrotas | %        | Resultado                             |
| ------------- | --------- | ----------------- | ----------------- | ----------------- | ----------------- | ----------------- | -------- | -------- | -------- | -------- | ------------------------------------- |
| Orlando       | 1999–00   | 82                | 41                | 41                | .500              | 4° no Atlântico   | —        | —        | —        | —        | Não foi para os playoffs              |
| Orlando       | 2000–01   | 82                | 43                | 39                | .524              | 4° no Atlântico   | 4        | 1        | 3        | .250     | Eliminado na primeira rodada          |
| Orlando       | 2001–02   | 82                | 44                | 38                | .537              | 3° no Atlântico   | 4        | 1        | 3        | .250     | Eliminado na primeira rodada          |
| Orlando       | 2002–03   | 82                | 42                | 40                | .512              | 4° no Atlântico   | 7        | 3        | 4        | .429     | Eliminado na primeira rodada          |
| Orlando       | 2003–04   | 11                | 1                 | 10                | .091              | (demitido)        | —        | —        | —        | —        | —                                     |
| Boston        | 2004–05   | 82                | 45                | 37                | .549              | 1° no Atlântico   | 7        | 3        | 4        | .429     | Eliminado na primeira rodada          |
| Boston        | 2005–06   | 82                | 33                | 49                | .402              | 3° no Atlântico   | —        | —        | —        | —        | Não foi para os playoffs              |
| Boston        | 2006–07   | 82                | 24                | 58                | .293              | 5° no Atlântico   | —        | —        | —        | —        | Não foi para os playoffs              |
| Boston        | 2007–08   | 82                | 66                | 16                | .805              | 1° no Atlântico   | 26       | 16       | 10       | .615     | Campeão da NBA                        |
| Boston        | 2008–09   | 82                | 62                | 20                | .756              | 1° no Atlântico   | 14       | 7        | 7        | .500     | Eliminado na semifinal de Conferência |
| Boston        | 2009–10   | 82                | 50                | 32                | .610              | 1° no Atlântico   | 24       | 15       | 9        | .625     | Perdeu nas finais da NBA              |
| Boston        | 2010–11   | 82                | 56                | 26                | .683              | 1° no Atlântico   | 9        | 5        | 4        | .556     | Eliminado na semifinal de Conferência |
| Boston        | 2011–12   | 66                | 39                | 27                | .591              | 1° no Atlântico   | 20       | 11       | 9        | .550     | Eliminado nas finais de Conferência   |
| Boston        | 2012–13   | 81                | 41                | 40                | .506              | 3° no Atlântico   | 6        | 2        | 4        | .333     | Eliminado na primeira rodada          |
| L.A. Clippers | 2013–14   | 82                | 57                | 25                | .695              | 1° no Pacifico    | 13       | 6        | 7        | .462     | Eliminado na semifinal de Conferência |
| L.A. Clippers | 2014–15   | 82                | 56                | 26                | .683              | 2° no Pacifico    | 14       | 7        | 7        | .500     | Eliminado na semifinal de Conferência |
| L.A. Clippers | 2015–16   | 82                | 53                | 29                | .646              | 2° no Pacifico    | 6        | 2        | 4        | .333     | Eliminado na primeira rodada          |
| L.A. Clippers | 2016–17   | 82                | 51                | 31                | .622              | 2° no Pacifico    | 7        | 3        | 4        | .429     | Eliminado na primeira rodada          |
| L.A. Clippers | 2017–18   | 82                | 42                | 40                | .512              | 2° no Pacifico    | —        | —        | —        | —        | Não foi para os playoffs              |
| L.A. Clippers | 2018–19   | 82                | 48                | 34                | .585              | 2° no Pacifico    | 6        | 2        | 4        | .333     | Eliminado na primeira rodada          |
| L.A. Clippers | 2019–20   | 72                | 49                | 23                | .681              | 2° no Pacifico    | 13       | 7        | 6        | .538     | Eliminado na semifinal de Conferência |
| Philadelphia  | 2020–21   | 72                | 49                | 23                | .681              | 1° no Atlântico   | 12       | 7        | 5        | .583     | Eliminado na semifinal de Conferência |
| Philadelphia  | 2021–22   | 82                | 51                | 31                | .622              | 2° no Atlântico   | 12       | 6        | 6        | .500     | Eliminado na semifinal de Conferência |
| Philadelphia  | 2022–23   | 82                | 54                | 28                | .659              | 2° no Atlântico   | 11       | 7        | 4        | .636     | Eliminado na semifinal de Conferência |
| Milwaukee     | 2023–24   | 36                | 17                | 19                | .472              | 1° na Central     | 6        | 2        | 4        | .333     | Eliminado na primeira rodada          |
| Carreira      | Carreira  | 1.896             | 1.114             | 782               | .568              | –                 | 221      | 113      | 108      | .459     | –                                     |

Fonte:

## Prêmios e homenagens

### Como Jogador
NBA
- NBA All-Star: 1988
- NBA J. Walter Kennedy Citizenship Award: 1990

### Como Treinador
NBA
- Campeão da NBA: 2008
- Campeão da Copa NBA: 2024
- NBA Coach of the Year: 2000
- Treinador do All-Star Game: 2008, 2011, 2021, 2024

## Vida pessoal
Rivers se casou com sua esposa Kristen em 1986, com quem teve quatro filhos. Seu filho mais velho, Jeremiah, jogou basquete universitário na Georgetown University e na Indiana University e jogou na G-League pelo Maine Red Claws. Sua filha Callie jogava vôlei pela Universidade da Flórida e é casada com o jogador da NBA, Seth Curry, enquanto seu filho mais novo, Austin, jogou por 11 anos na NBA e atualmente é comentarista. Seu filho mais novo, Spencer, jogou na Universidade da California Irvine. Rivers e Kristen se divorciaram em 2019.
Rivers é sobrinho do ex-jogador da NBA, Jim Brewer. Ele é primo do ex-armador da NBA, Byron Irvin, e do ex-jogador da MLB, Ken Singleton.
Rivers recebeu seu apelido de "Doc" pelo então técnico assistente de Marquette, Rick Majerus. Rivers participou de um acampamento de basquete vestindo uma camiseta com o nome de "Dr. J" em homenagem ao jogador do Philadelphia 76ers, Julius Erving. Majerus o chamou de "Doc" e os jogadores do acampamento seguiram o exemplo. A fonte do apelido também foi atribuída ao então técnico de Marquette, Al McGuire. O primeiro jogo de Rivers na NBA foi contra Erving, que se referiu a Rivers como "Doc" e "fez ele se sentir como um milhão de dólares". O locutor dos 76ers, Marc Zumoff, recusou-se a chamar Rivers pelo apelido e, em vez disso, se referiu a ele pelo nome de nascimento ao anunciar seus jogos, uma prática que mudou após a contratação de Rivers pelos Sixers como treinador principal em 2020.
Rivers tem transtorno de déficit de atenção e hiperatividade, de acordo com um teste de personalidade que fez quando treinava os Celtics.
Rivers é destaque em uma série documental da Netflix chamada "The Playbook". No primeiro episódio, Rivers detalha suas experiências com a família, a campanha do título dos Celtics e a situação envolvendo Donald Sterling.